# Léon de Madaillan de Lesparre
Léon de Madaillan de Lesparre (1683, Mont-Canisy - 21 février 1738) est plus connu sous l'un de ses titres, marquis de Lassay, comte de Manicamp et de Madaillan, mestre de camp du régiment de Lassay (1702-1710) du régiment d'Enghien (1710-1726), décédé sans postérité mâle, avec lui s'éteint la branche de Madaillan de Montataire.
Parfaitement bien fait de sa personne et doué de beaucoup d'esprit, introduit par son père dans la maison de Condé, il devient l'amant de Madame la duchesse Louise-Françoise de Bourbon, fille de Louis XIV et de Madame de Montespan. Il se fait construire un magnifique hôtel à Paris, à côté de celui de sa maîtresse. Connu sous le nom d'hôtel de Lassay, cet hôtel est contigu au palais Bourbon et sert actuellement de résidence du président de l'Assemblée nationale. Mort sans enfant, Léon de Madaillan est inhumé aux Bénédictines de Lassay.
Il était aussi un amateur et collectionneur d’art français du XVIIIe siècle ; son importante collection de tableaux de maître, d'objets d'art a été dispersée après sa mort lors de plusieurs ventes aux enchères. Une partie des tableaux de Léon de Madaillan de Lesparre sont conservés au XXIe siècle dans les collections de grands musées européens comme le Musée du Louvre à Paris ou la Wallace Collection à Londres.

## Biographie

### Introduction
Il est pour Louis Clément de Ris assez délicat de raconter la vie du comte de Lassay. 
« La question soulevée par ce personnage est scabreuse car il a dû de pouvoir satisfaire son goût pour les belles choses et de conquérir une notoriété aux faiblesses d'une femme beaucoup plus riche et socialement parlant beaucoup plus élevée que lui. En acceptant donc les bienfaits de la duchesse de Bourbon, Lassay, s'il contrevenait aux prescriptions de la morale, ne choquait certainement pas les susceptibilités du monde, peu susceptible »
.

### Origine
Léon de Madaillan de Lesparre, comte de Lassay, naquit en 1683. Il était fils d'Armand de Madaillan de Lesparre, et de Marianne Pajot. Sa mère mourut peu de temps après sa naissance.

### Militaire
La Chronique historique militaire de Pinard, indique qu'en 1696, à 13 ans, il fut reçu, comme cadet, dans les Mousquetairew, et fit les Campagnes de Flandre de 1696 et 1697. En 1698, il fut nommé lieutenant au Régiment du Roi-infanterie.
Le 11 janvier 1702, il leva par commission un Régiment d'infanterie de son nom qu'il commanda à la Prise de Vieux-Brisach et au siège de Landau, à la Bataille de Höchstädt, où il fut fait prisonnier en 1704; à l'armée de la Moselle en 1705; au secours de Fort-Louis, à la prise de Drusenheim et de Lauterbourg en 1706 ; à l'armée d'Allemagne les trois années suivantes.
Il est Colonel-lieutenant du Régiment d'Enghien-infanterie, par commission du 26 avril 1710, il se démit de celui qui portait son nom et commanda le régiment d'Enghien à l'armée du Rhin jusqu'à la paix. Il y servit aux sièges de Landau et de Fribourg et à l'attaque des retranchements du général Joseph Paul Guibert de Vaubonne, en 1713. Brigadier par brevet du 1er février 1719, il quitta le service au mois d'août 1726.

### Le mariage du père
En 1696, le troisième mariage de son père exerça une influence décisive sur la vie de Léon de Lassay. Le marquis de Lassay épousait, le 5 mars 1696, Julie de Bourbon, et devenait un des clients de la Maison de Condé, où il introduisit son fils. Jusqu'en 1711, Léon de Lassay paraît avoir partagé son temps entre les exigences de son service et les distractions d'un militaire en congé. Les indiscrétions contemporaines parlent de ses liaisons avec Madame de Chevilly et avec Madame d'Aligre. A en croire Saint-Simon, ce n'est pas à sa beauté physique qu'il dut ses succès auprès des femmes : « Il avoit un visage de singe ».
En 1711, le 3 avril, Léon de Lassay épousa par dispense, Reine de Madaillan de Lesparre, la fille du second mariage de son grand-père, Louis II de Madaillan-Lespare, avec Louise-Marie-Thérèse de Bussy Rabutin, fille de Roger de Bussy-Rabutin. Ce  mariage consanguin se négocia pour terminer un procès entre son père et son grand-père. Reine apporta en dot la terre de Manicamp.
- Louis II de Madaillan-Lespare. Il épousa en premières noces Suzanne de Vipart, et en deuxièmes noces Louise-Marie-Thérèse de Bussy Rabutin
  - 1re Armand de Madaillan de Lesparre (1652-1738). Il épousa en premières noces le 11 février 1674 Marie-Marthe Sibour, en deuxièmes noces, le 1er juin 1677, Marianne Pajot et en troisièmes noces, le 20 mars 1696, Julie de Bourbon, fille naturelle du Prince de Condé
    - 1re Marie-Constance-Adélaïde de Madaillan, dite Mademoiselle de Lassay-Montataire', épouse de Gaspard-Alexandre, comte de Coligny-Saligny
    - 2e Léon de Madaillan de Lesparre
    - 3e Anne-Louise-Félicité de Madaillan de Lesparre. Elle épousa le 21 février 1715, Gabriel Simon comte d'O (1698-1734), marquis de Franconville, seigneur d'Herbeuille.
      - Adélaïde Félicité Geneviève d'O (1716-1735), épouse de Louis de Brancas
        - Louis-Léon de Brancas

    - 4e Un fils illégitime

  - 2e Roger-Constant de Madaillan-Lespare
  - 2e Reine de Madaillan-Lespare, épouse de Léon de Madaillan de Lesparre

### Le maître de la Duchesse de Bourbon
C'est à ce moment que se noua la liaison avec Louise-Françoise de Bourbon (1673-1743), duchesse de Bourbon :
« Il plut à Madame la Duchesse vers ce temps-ci de son mariage avec sa tante ; elle le trouva sous sa main. La liaison entre eux se fit la plus intime et la plus étrangement publique. Il devint à visage découvert le maître de Madame la Duchesse et le directeur de toutes ses affaires. Il y eut bien quelque voile de gaze là-dessus pendant le reste de la vie du Roy, qui ne laissa pas de le voir, mais qui, dans ses fins, laissoit aller bien des choses de peur de se fâcher et de se donner de la peine ; mais après lui il n'y eut plus de mesure. Saint-Simon »
A cette date, elle était veuve depuis un an et avait trente-huit ans. Léon de Lassay en avait vingt-huit. Un passage des Mémoires de Luynes se rapporte également aux premières années du XVIIIe siècle : « Madame la Duchesse Mère me contoit, à Marly, il y a quelques jours (4 septembre 1738), que, dans les soupers du feu Roy.... il arrivoit quelquefois que le Roy, qui étoit fort adroit, se divertissoit à jeter des boules de pain aux dames et permettoit qu'elles lui en jettassent toutes. M. de Lassay, qui était fort jeune et n'avoit encore jamais vu un de ces soupers, m'a dit qu'il fut d'un étonnement extrême de voir jeter des boules de pain au Roy; non seulement des boules, mais on se jettoit des pommes, des oranges. »
Jusqu'à la mort de Louis XIV, son autorité suffit à en modérer les éclats de la liaison et en atténuer le scandale. Mais, à partir de 1715, elle devint publique et servit à défrayer tous les chansonniers du temps. Les recueils de Maurepas, les sottisiana, sont remplis de couplets plus ou moins vifs adressés au jeune Lassay et à la vieille Duchesse.
« Lassay pour sa vieille duchesse
Aura l'air délicat et fin,
Chacun l'aimera pour sa politesse
Quand je cesserai d'adorer le vin
La Bourbon dans son boucan
Etale sa marchandise ;
Des vieux bijoux qu'elle prise
Elle veut faire un encan,
Mais à ce bel inventaire
Personne n'est empressé;
Et pour adjudicataire
On n'y trouve que Lassay.
 »
Ce ne sont pas seulement les recueils de chansons qui poursuivent Lassay et la Duchesse de leurs refrains. Saint-Simon ne se fait pas faute de les mordre quand il en trouve l'occasion. Témoin ce passage, à propos des fêtes offertes à Chantilly, en 1718, par le duc de Bourbon le fils, à Marie-Louise-Élisabeth d'Orléans, duchesse de Berry : « Lassay, qui, depuis bien des années, étoit chez Madame la Duchesse la mère ce que Riom étoit devenu chez Madame la Duchesse de Berry, fut chargé de lui faire particulièrement les honneurs de Chantilly, et tenoit une table particulière pour lui ; il y avoit une calèche et des relais pour eux deux, et cette attention fut marqué jusqu'au plus plaisant ridicule ».

## La fortune
Le Système de Law et les gains énormes qu'y fit la Duchesse n'étaient pas destinés à atténuer les manifestations de l'opinion publique bravée trop ouvertement. « M. le duc et Madame sa mère, ainsi que son bon amy Lassay, ont gagné, dit-on, deux cent cinquante millions », dit Élisabeth-Charlotte de Bavière dans une lettre du 9 janvier 1720.

## L'hôtel de Lassay

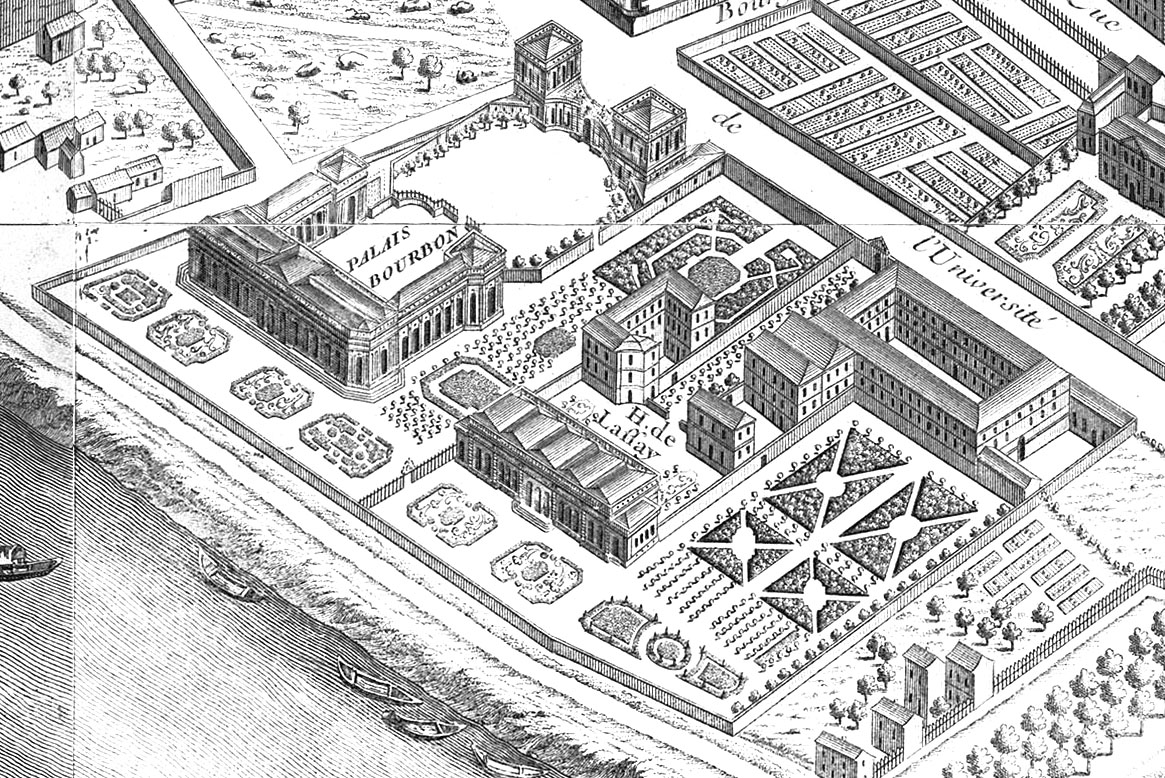
Le palais Bourbon et l'hôtel de Lassay sur la carte de Turgot en 1739

En 1721, la Duchesse quitta l'Hôtel de Condé, situé sur l'emplacement actuel du Théâtre de l'Odéon et fit construire un hôtel qui existe encore; c'est le Palais Bourbon. Commencés en 1722, les travaux furent confiés aux deux architectes Giardini et Pierre Cailleteau, sous la haute direction de M. de Lassay. Armand de Madaillan de Lesparre, le père de Lassay possédait pour présider aux aménagements d'architecture et de mobilier une aptitude spéciale, un goût original et sûr qu'il avait communiqués à son fils. Lassay fit de l'hôtel de Bourbon une curiosité. La Duchesse reconnut largement les soins donnés à son installation. « Elle céda à M. de Lassay, dit M. de Joly, une partie des terrains du côté des Invalides, afin qu'il pût faire élever un hôtel semblable au sien, à condition qu'il resterait dans les dépendances du palais, et que plus tard les princes, ses enfants, pourraient le réclamer. » 
Cet hôtel ne fut commencé qu'en 1724 et bâti dans le même alignement que le palais Bourbon et sur les mêmes dessins. « Seulement, c'est toujours M. de Joly qui parle, comprenant qu'il y avait un défaut de proportion dans les deux pavillons de l'entrée avec le corps de l'édifice, il dispensa Giardini de les répéter. Au lieu de l'avant-cour du palais Bourbon, on arrivait par une avenue de quarante toises de longueur, fermée par des murs et des bâtiments. Cette avenue était plantée de deux allées de marronniers. » C'est aujourd'hui l'Hôtel de Lassay.

## Les tableaux

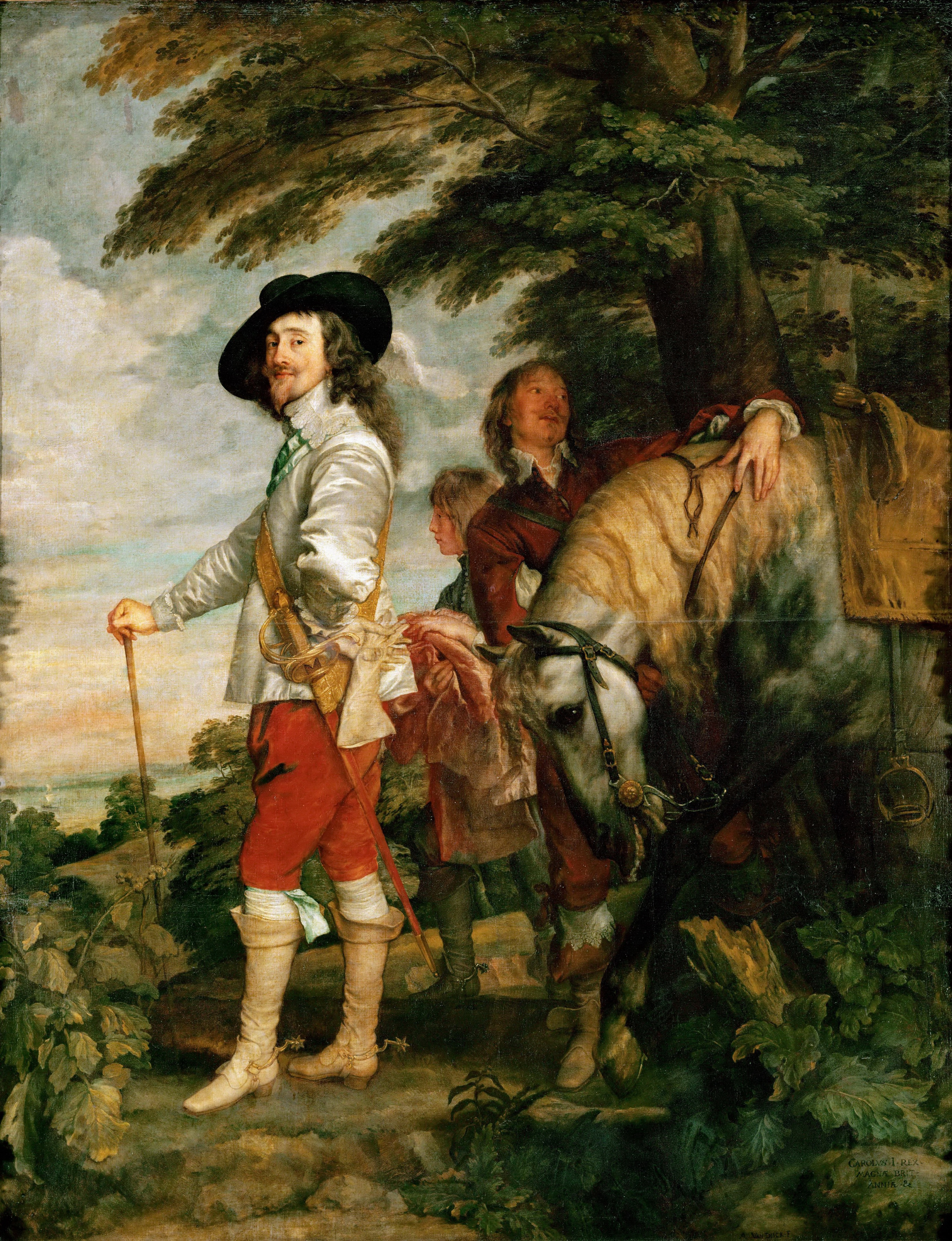
Charles Ier à la chasse

C'est dans cet hôtel que vécut Léon de Lassay, entouré de toutes les recherches que peuvent procurer le goût et la richesse. Une clause du testament de Jeanne-Baptiste d'Albert de Luynes, Comtesse de Verrue autorise à penser que Madame de Lassay, en s'y installant avec son mari, ne se montra pas bien soucieuse des bruits qui circulaient. L'hôtel de Madame de Verrue n'était pas loin de celui de Lassay, et l'intimité se noua entre Jeanne-Baptiste d'Albert de Luynes et Louise-Françoise de Bourbon (1673-1743).

La Comtesse de Verrue mourut en novembre 1736. Par une clause de son testament, elle léguait
« A M. le comte de Lassay, mon ancien, bon et cher ami, mon grand tableau de Van Dyck, qui est vis-à-vis la cheminée de ma galerie, sur le terrain des Carmes, et tous les tableaux qui, lors de mon décès, se trouveront garnir le mur entier de ladite galerie opposé à la cheminée, à gauche et à droite dudit tableau de Van Dyck, d'une fenestre à l'autre sans exception. Je le prie de se souvenir de moy comme de la meilleure et de la plus tendre amie qu'il aura jamais et qui a le mieux senty tout le prix d'un coeur comme le sien. »
Un état descriptif  des tableaux qui étaient dans le grand cabinet du comte de la Guiche permet de connaître en partie les tableaux que possédaient Léon de Madaillan de Lesparre. Toutes ces toiles passèrent au comte de la Guiche par héritage, dont la vente eut lieu en 1771. Le catalogue était rédigé par Pierre Remy. Plusieurs autres œuvres sont vendues de gré à gré. Il existe aussi un catalogue de vente du marquis de Lassay, rédigé, en 1775, par François-Charles Joullain. Il est possible que sa provenance vienne de la succession de Madame de Lassay.

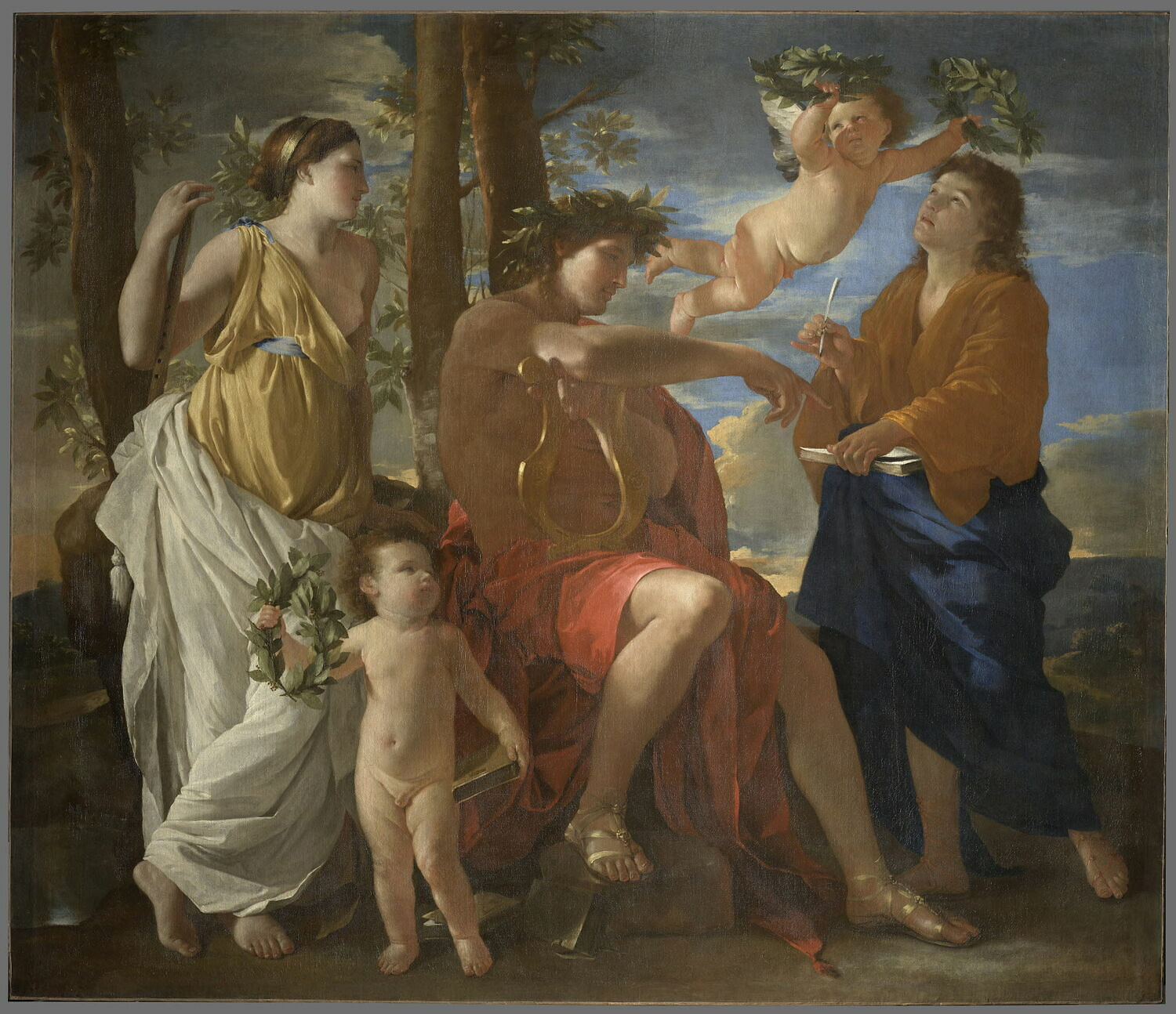
L'Inspiration du poète de Nicolas Poussin Musée du Louvre
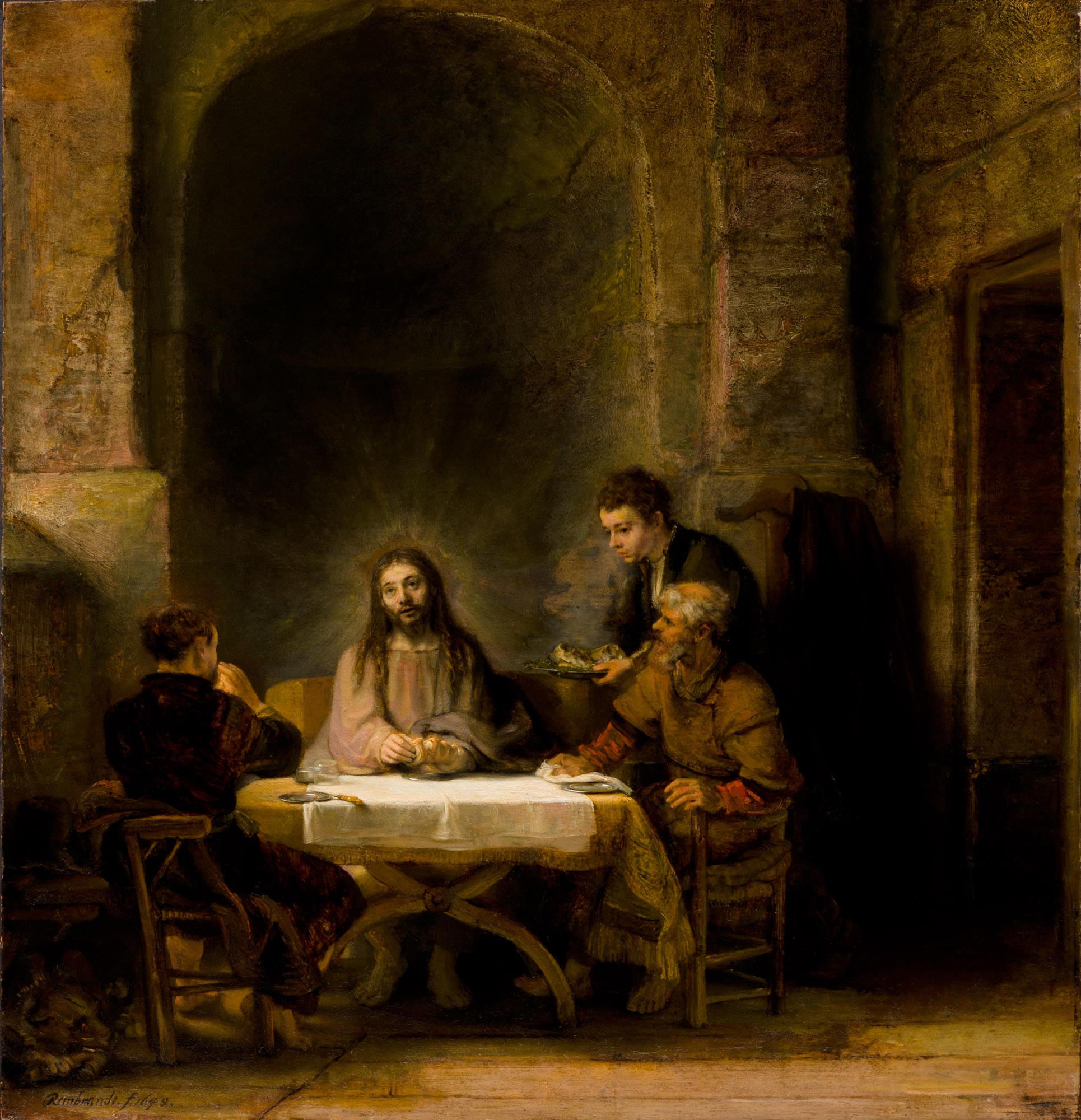
Les Pèlerins d'Emmaüs de Rembrandt[19] Musée du Louvre
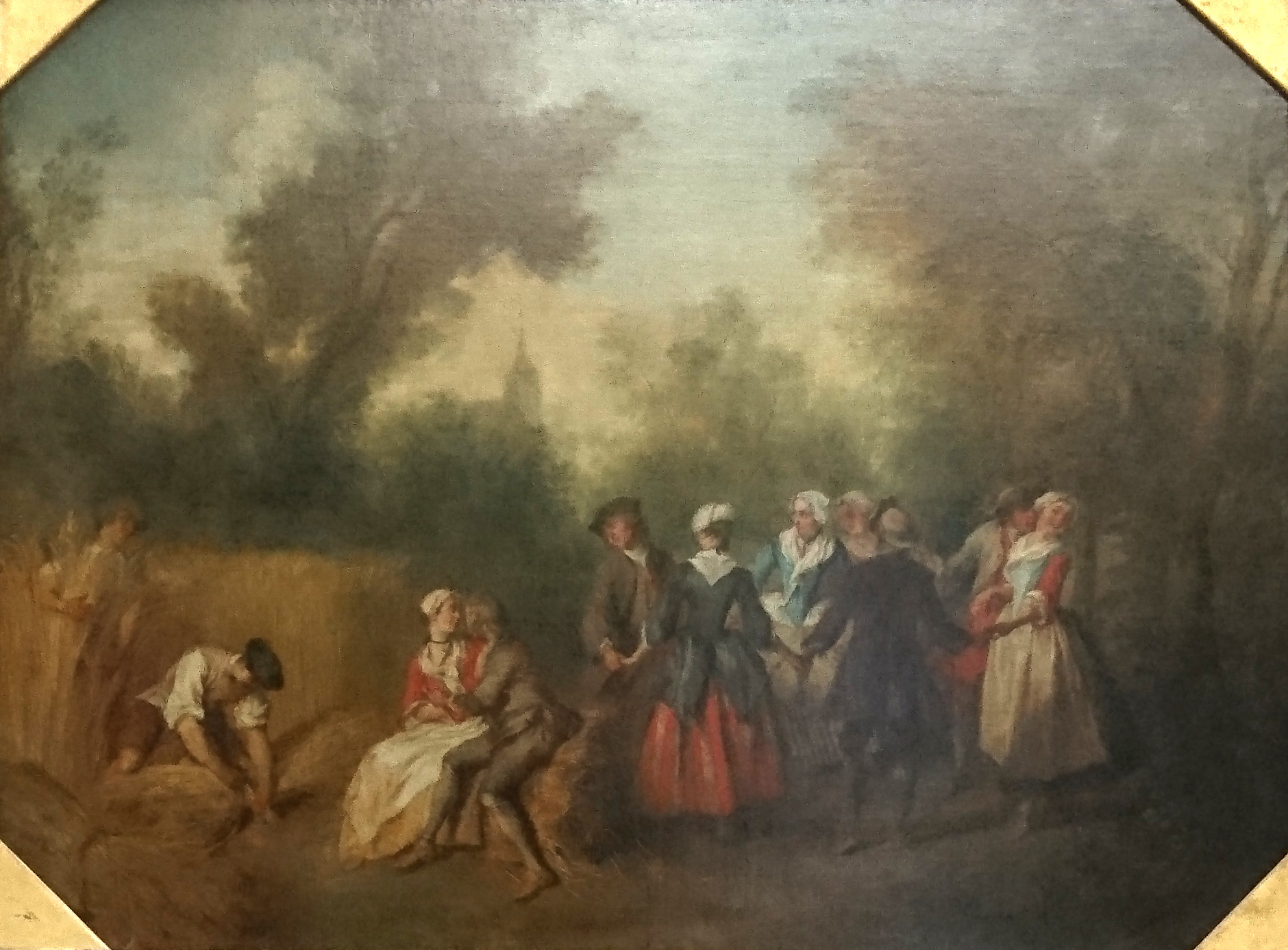
L'Été de Nicolas Lancret, Série des quatre saisons (L'Automne, L'Été, L'Hiver et Le Printemps)[20], 1738 Musée du Louvre

## La fin
Léon de Madaillan de Lesparre rentre peu à peu dans la coulisse, ne laissant trace de son passage que par les deuils de sa vie. En 1738, le 21 février, son père, Armand de Madaillan de Lesparre meurt à quatre-vingt-six ans.
Dès le 28 avril 1738, le nouveau marquis de Lassay, ayant considéré combien la bonne éducation et l'instruction de la jeunesse est agréable à Dieu et nécessaire aux hommes, et voullant traiter favorablement ses habitants de sa ville et terre de Lassay et leur donner des marques de sa protection et bienveillance en leur procurant le moyen de faire, à l'avenir et à perpétuité, estudier et Instruire leurs enfants leur offrait une fondation pour deux régents, avec charge d'enseigner gratuitement le latin depuis la sixième jusqu'à la rhétorique inclusivement.
En 1743, le 16 juin, la Duchesse de Bourbon meurt. Léon de Madaillan mourut le 1er octobre 1750. Madame de Lassay s'éteignit le 5 janvier 1763.
La fortune de M. de Lassay se divisa en deux parts. La première alla à la descendance du troisième mariage de son père Anne-Louise-Félicité de Madaillan de Lesparre. épouse de Gabriel Simon comte d'O (1698-1734), marquis de Franconville. La seconde revint en usufruit à Madame de Lassay, et en nue propriété à la Famille de La Guiche. Les tableaux et œuvres d'art et de curiosités étaient compris dans ce lot; et l'usufruitière n'hésite pas à en prêter une partie au nu propriétaire. Sa femme lui survécut treize ans et s'éteignit le 5 janvier 1763. Elle aurait écrit une Histoire de Tullie, fille de Cicéron, par une dame illustre (1726, 281 p. in-8°) Voir en ligne, et son oraison funèbre fut prononcée par l'abbé Fresneau, dans l'église de la Charité à Paris (Paris, 1763, in-4°).
Les corps d'Armand et de Léon de Madaillan ont été retrouvés, avec celui de Julie de Bourbon, dans l'emplacement du chœur de l'ancien couvent des Bénédictines de Lassay, chacun renfermé dans un cercueil en plomb ayant la forme du corps lui-même. Une plaque de cuivre laissait lire encore cette épitaphe : Cy git /très haut et très puissant/ seigneur, Léon de Madarian de/ Lesparre, marquis de Lassay, comte/ de Madaillan, brigadier des armées /du roy, décédé à Paris en son hôtel/, rue de l'Université, le vendredy /deuxième jour d'octobre 1750, âgé de/ 72 ans. Requiescat in pace. Les sépultures sont découvertes à Lassay en janvier 1885 lors de la construction de l'église paroissiale 